# Jens Bojsen-Møller
Jens Bojsen-Møller (* 8. Juni 1966 in Kopenhagen) ist ein dänischer Segler.

## Erfolge
Jens Bojsen-Møller nahm an zwei Olympischen Spielen teil. 1992 trat er in Barcelona an der Seite seines Cousins Jørgen Bojsen-Møller an, mit dem ihm sogleich ein Medaillengewinn gelang. Die beiden belegten mit 37,7 Gesamtpunkten den dritten Rang hinter dem spanischen und dem US-amerikanischen Boot und gewannen so die Bronzemedaille. Bei den Olympischen Spielen 1996 in Atlanta startete er im Soling und beendete die Regatta auf dem sechsten Platz. 
Bei Weltmeisterschaften gelang ihm zunächst 1990 in Newport und 1993 in Travemünde im Flying Dutchman der Titelgewinn mit seinem Cousin Jørgen, ehe er auch 1999 in Melbourne im Soling Weltmeister wurde.